# Медвеђа дружина
Медвеђа дружина (енгл. We Bare Bears) је америчка анимирана дечја телевизијска серија, творца Данијела Чонга за Cartoon Network. Серија прати тројицу браће медведа, Гризлија, Панду и Леденог Медведа (којима позајмљују гласове Ерик Еделштајн, Боби Мојнахан и Деметри Мартин), и њихове незгодне покушаје интеграције са људским светом на заливској области Сан Франциска. Гризли приказује гризлија, Панда приказује панду, а Ледени Медвед белог медведа.
Серија је заснована на Чонговом веб-стрипу The Three Bare Bears и пилот је имао своју светску премијеру на KLIK! Amsterdam Animation Festival-у, где је победио у категорији „млада амстердамска публика”. Премијера серије је била 27. јула 2015. и завршила се 27. маја 2020. године и емитовала је четири сезоне и 140 епизода.
Филмска адаптација, Медвеђа дружина: Филм дигитално је објављена 30. јуна 2020. и касније 7. септембра 2020. емитована је на Cartoon Network-у; послужила је као закључак наратива серије. ТВ спин-оф, под насловом We Baby Bears и фокусира се на три медведа док су били младунци, најављен је у мају 2019. године да је у развоју.
Серија се емитује на стриминг услузи HBO Max, синхронизована на српски. Синхронизацију је радио студио Gold Diginet.

## Радња
Медвеђа дружина прати три усвојена брата медведа: Гризлија (често се назива Гриз), Панду (често зван Пан-Пан) и Ледени Медвед. Медведи покушавају да се интегришу са људским друштвом, на пример куповином хране, стварањем људских сапутника или покушајем да се прославе на интернету, иако ови покушаји медведи теже да то учине због цивилизоване природе људи и сопствених животињских инстинкта. Међутим, на крају схвате да имају једни друге за подршку.
Медведи често чине „стек медведа”, којим се крећу по граду. Стек је постао можда најпрепознатљивија слика из серије, иако путују самостално у шетњи. Повремено, медведи деле авантуре са својим пријатељима, као што су чудо од детета Клои Парк, бигфут Чарли, интернет сензација Коала Ном Ном, чувар парка Тејбс и продавачица производа Луси. Неке епизоде флешбека бележе авантуре медведа као младунаца који покушавају да пронађу дом.